# 캐서린 그레이엄

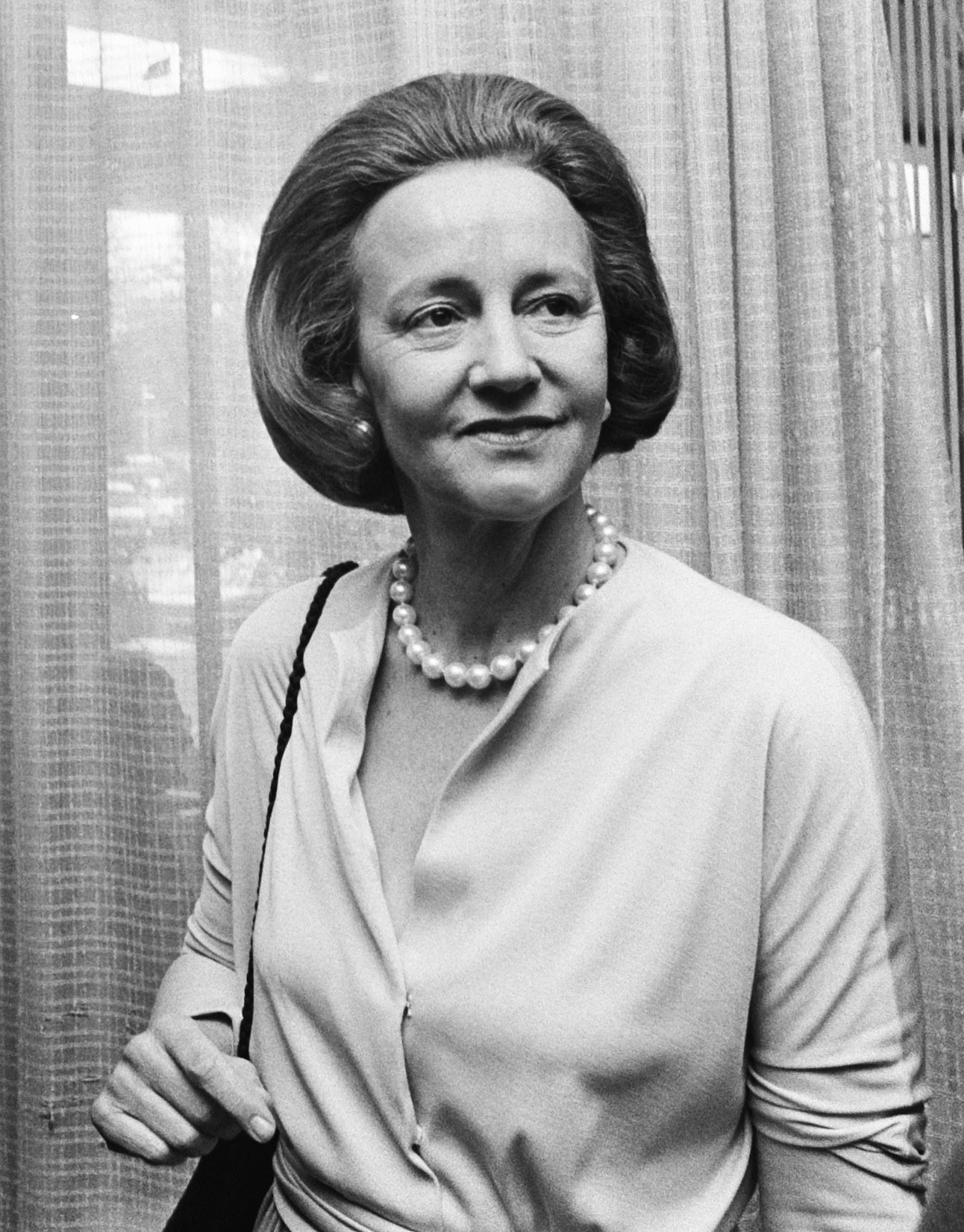

캐서린 마이어 그레이엄(Katharine Meyer Graham, 1917년 6월 16일 ~ 2001년 7월 17일)은 미국의 언론인이다.

## 생애
캐서린 그레이엄은 1917년 유태계 이민자 유진 메이어와 독일계 어머니 아그네스 사이에서 태어났다. 아버지 유진 메이어는 연방준비제도이사회 의장과 세계은행 초대 총재를 지낸 부유한 금융업자였다. 바사 대학교를 거쳐 시카고 대학교를 졸업한 캐서린은 아버지가 헐값에 인수한 워싱턴포스트지에서 일하는 대신 부모 곁을 떠나 샌프란시스코에서 기자 생활을 시작했다. 이후 아버지의 권유로 워싱턴포스트지에 입사한 캐서린은 장래가 유망한 변호사 필립 그레이엄과 결혼한 뒤 일을 그만두고 주부가 되어 그를 내조하였다. 필립은 장인 유진 메이어에게서 워싱턴포스트의 경영권을 넘겨받아 1954년 워싱턴 타임스 헤럴드, 1961년 뉴스위크를 인수하는 등 워싱턴포스트를 미국의 유력지로 만들었다. 그러나 불행한 결혼 생활 끝에 남편이 우울증으로 자살하자 캐서린은 워싱턴포스트의 신문발행인이 되었다. 그녀는 주위의 반대를 무릅쓰고 40대의 젊은 벤자민 브래들리를 편집장으로 영입하였다. 이후 워싱턴포스트는 1971년 미국의 베트남전 참전의 계기가 되었던 통킹 만 사건이 조작되었음을 담은 펜타곤의 기밀 문서를 보도하였으며, 이듬해인 1972년 닉슨 대통령의 사임을 이끌어낸 워터게이트 사건을 최초로 보도하였다. 1991년 캐서린은 아들 도널드 그레이엄에게 경영권을 물려주고 은퇴하였고, 이후에도 여성 최초로 AP 통신의 이사를 지내는 등 활발히 활동하였다. 1997년에는 자서전 《개인의 역사》을 발간하여 퓰리처상을 수상하였다.